# Teréza Nováková
Teréza Nováková (Praga, 31 de dezembro de 1853 — Praga, 13 de novembro de 1912) foi uma feminista e escritora checa.